# Mol
O mol (português brasileiro) ou a mole (português europeu) é a unidade de base do Sistema Internacional de Unidades (SI) para a grandeza quantidade de substância (símbolo: mol).
É uma das sete unidades de base do Sistema Internacional de Unidades, muito utilizada na Química. O seu uso é comum para simplificar representações de proporções químicas e no cálculo de concentração de substâncias.
A definição atual de mol, que entrou em vigor a partir do dia 20 de maio de 2019, diz que:
"Mol, símbolo mol, é a unidade do SI da quantidade de substância. Um mol contém exatamente 6,022 140 76 × 1023 entidades elementares. Este número é o valor numérico fixado para a constante de Avogadro, NA, quando expresso em mol–1, e é chamado de número de Avogadro."
A unidade mol é muitas vezes comparada à "dúzia", pois ambas são adimensionais (sem unidades) e são utilizadas para descrever quantidades. Porém, o uso do mol mostra-se adequado somente para descrever quantidades de entidades elementares (átomos, moléculas, íons, elétrons, outras partículas, ou grupos especificados de tais partículas).

## História

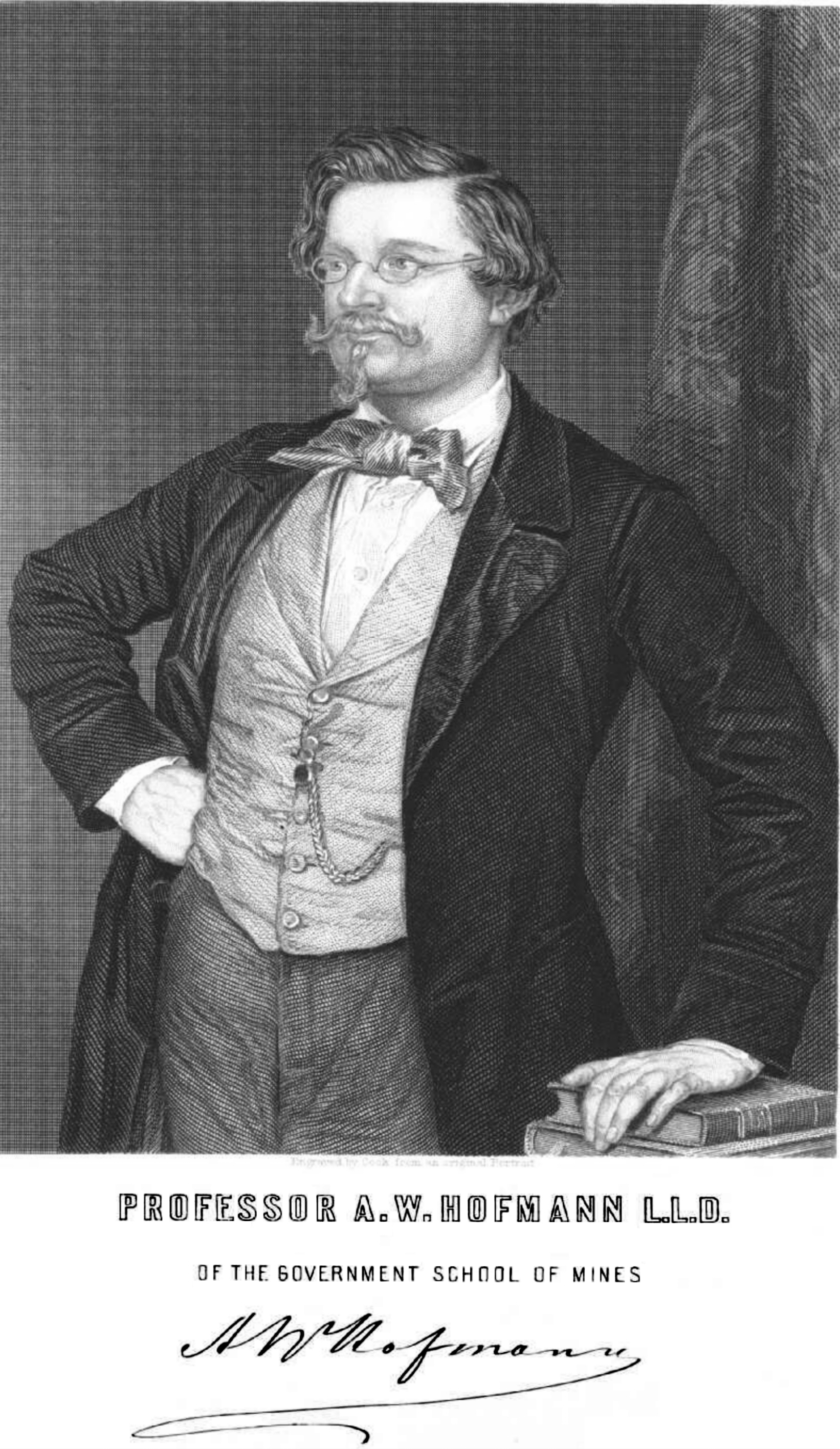
Professor A.W. Hofmann.

Em termos linguísticos, o termo "mol" foi incialmente utilizado pelos romanos para designar as pesadas pedras utilizadas para construir barragens marítimas e de moinhos. Na literatura científica, o primeiro uso do termo "molar" é atribuído ao químico alemão August Wilhelm Hofmann por volta de 1865. A possível origem do termo vem do latim moles, que significa "grande massa". O termo foi inicialmente concebido na tentativa de designar uma massa relativamente grande, de tamanho macroscópico, e seu uso se daria ao fazer contrapontos com o mundo submicroscópico ou "molecular". A palavra molecular, surge aqui como uma derivação do termo mole, com a adição do sufixo cula, significando "pequeno" ou "diminuto". Foi apenas por volta de 1893 que o físico-químico alemão Wilhelm Ostwald utilizou o nome propriamente dito "mole", significando uma massa em gramas ou "peso molecular em gramas"  da forma como vemos hoje. O uso do termo molar somente se tornou comum em livros científicos de física por volta de 1940 e, a interconversão de mol para grama se tornou comum logo após 1950.

### Evoluções da definição

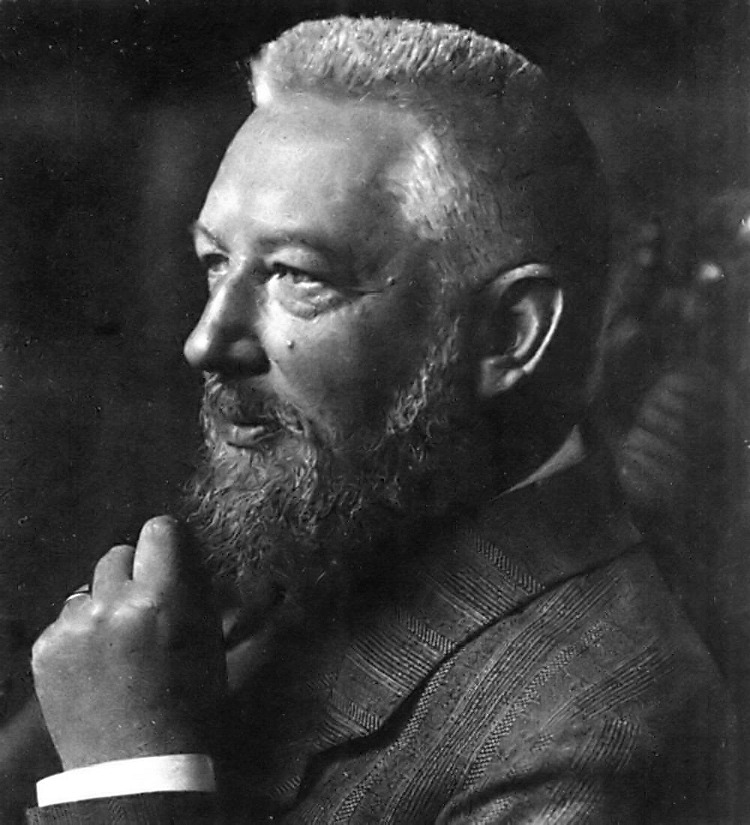
Wilhelm Ostwald.

Antes de 1959, tanto a União Internacional de Física Pura e Aplicada (IUPAP) quanto a União Internacional de Química Pura e Aplicada (IUPAC) usavam o oxigênio para definir a grandeza quantidade de substância, sendo definida como o número de átomos existentes em 16 g de oxigênio que possui massa de 16 g. Os físicos usaram uma definição similar a esta, porém, fazendo uso do isótopo do oxigênio de massa 16 (oxigênio-16). Posteriormente as duas organizações entraram em um acordo, entre 1959 e 1960, e definiram a unidade de medida da grandeza quantidade de substância como :
| “ | Mol é a quantidade de substância de um sistema que contém tantas entidades elementares quanto são os átomos contidos em 0,012 quilograma de carbono-12; seu símbolo é "mol" | ” |

Como adendo a esta definição, a IUPAC esclarece que, quando a terminologia mol for usada, as entidades elementares devem ser especificadas, podendo ser átomos, moléculas, íons, elétrons, outras partículas, ou grupos especificados de tais partículas.
Essa definição foi adotada pelo CIPM (Comitê Internacional de Pesos e Medidas) em 1967 e, em 1971, ratificada pela XIV Conferência Geral de Pesos e Medidas (Resolução 3,  1971). Em 1980, o CIPM confirmou novamente esta definição, adicionando a informação de que os átomos de carbono-12 não estariam ligados por meio de ligações químicas, mas em seu estado fundamental.
No dia 16 de novembro de 2018, durante a 26ª Conferência Geral de Pesos e Medidas (CGPM), que ocorreu entre os dias 13 e 16 de novembro de 2018, em Versalhes, foi aprovada em votação uma nova proposta de redefinição das unidades de base mol, kilograma, ampere e kelvin. Ficou definido que um mol de uma substância tem exatamente 6,02214076 × 1023 entidades elementares especificadas. Este é o número atualmente fixado para o número de Avogadro. Desta forma, a definição do mol deixou de ser baseada em uma unidade de massa. No dia 20 de maio de 2019 esta definição entrou em vigor.
A definição, junto com seu adendo explicativo, ficou como:
| “ | O mol, símbolo mol, é a unidade do SI de quantidade de substância. Um mol contém exatamente 6,02214076 × 1023 entidades elementares. Este número é o valor numérico fixado para a constante de Avogadro, NA, quando expresso em mol–1, e é chamado de número de Avogadro. A quantidade de substância, símbolo n, de um sistema, é uma medida do número entidades elementares especificadas. Uma entidade elementar pode ser um átomo, uma molécula, um íon, um elétron, qualquer outra partícula ou grupo de partículas especificado. | ” |

## Entidades elementares

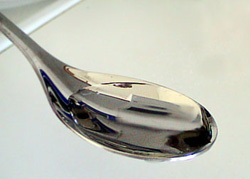
Colher de chá contendo 5 mL de água (aproximadamente 0,3 mol de água).

Ao utilizar o termo mol, deve-se especificar quais são as entidades elementares em questão (átomos, moléculas, íons, elétrons, outras partículas ou agrupamentos especificados de tais partículas), uma vez que ambiguidades podem ser geradas. Por exemplo, se fosse escrito apenas 4,44 mol de hidrogênio, seria impossível saber se significa 4,44 mol de átomos ou de moléculas de hidrogênio. Uma maneira usual e conveniente para contornar possíveis ambiguidades é escrever a fórmula molecular da entidade elementar que está contida pelo mol. Ex.: 4,44 mol de H2; 6,28 × 10−2 mol de PbO; 3 mol de Fe.
Quando a substância é um gás, geralmente as entidades elementares em questão são moléculas. Porém, gases nobres (hélio, neônio, argônio, criptônio, xenônio e radônio) são monoatômicos nas condições ambientes (ou seja, cada entidade elementar de um gás nobre é um único átomo).

## Grafia e plural
O nome para a unidade "mol" deve ser grafado sempre em letra minúscula, assim como todos os nomes das unidade do SI (exceção: no início da frase e em "grau Celsius"). Para o emprego do plural, deve-se saber que somente o nome da unidade de medida aceita o plural, que é sempre feito pela adição da letra "s" após o nome da unidade.
No Brasil, o nome e o símbolo da unidade de medida da grandeza quantidade de substância são idênticos, isto é: mol e mol, respectivamente. Isto faz com que o plural do mol (substantivo masculino) seja mols. Em Portugal, o nome da unidade é a mole (substantivo feminino), logo, seu plural é moles.
Exemplo:
- Português brasileiro: Dois mols de uma substância;
- Português europeu: Duas moles de uma substância.

O mol como símbolo de unidade não aceita plural.
Exemplos: 5,0 mol (e não 5,0 mols). De forma semelhante, para outras unidades do SI: 10,5 m (e não 10,5 ms), 7,2 L (e não 7,2 Ls).
Como nome da unidade, o plural deve ser empregado da seguinte forma:
- Português brasileiro: Uma solução contém dois mols de íons cloreto. De forma semelhante à unidade metro: A mesa tem três metros de comprimento;
- Português europeu: Uma solução contém duas moles de iões cloreto.

## Mol e a constante de Avogadro

Quanto mais assopramos para encher o balão, maior a quantidade de gás (mols) e, consequentemente, maior o seu volume. Essa é uma relação direta de proporcionalidade, observada por Avogadro.

O conceito de mol está intimamente ligado à constante de Avogadro (antigamente chamada de número de Avogadro), sendo que 1 mol tem aproximadamente 6,022 × 1023 entidades. Este é um número extremamente grande, pois se trata de uma medida da ordem de sextilhões.
Exemplos:
- 1 mol de moléculas de um gás possui aproximadamente 6,022 × 1023 moléculas deste gás, ou seja, seiscentos e dois sextilhões de moléculas;
- 1 mol de íons equivale a aproximadamente 6,022 × 1023 íons, ou seja, seiscentos e dois sextilhões de íons;
- 1 mol de grãos de areia equivale a aproximadamente 6,022 × 1023 grãos de areia, ou seja, seiscentos e dois sextilhões de grãos de areia.

## Mol e massa molar
A massa molar é a massa de 1 mol de entidades elementares. A massa atômica e a massa molar de uma mesma substância são numericamente iguais. Por exemplo:
- Massa atômica (MA) do sódio = 22,990 u;
- Massa molar (M) do sódio = 22,990 g/mol;
- Massa atômica (MA) do cálcio = 40,078 u;
- Massa molar (M) do cálcio = 40,078 g/mol.

Deve-se ainda saber que 1 mol de diferentes substâncias possui sempre o mesmo número de partículas. No entanto, a massa contida em 1 mol varia consideravelmente entre as substâncias.

## Mol e volume molar

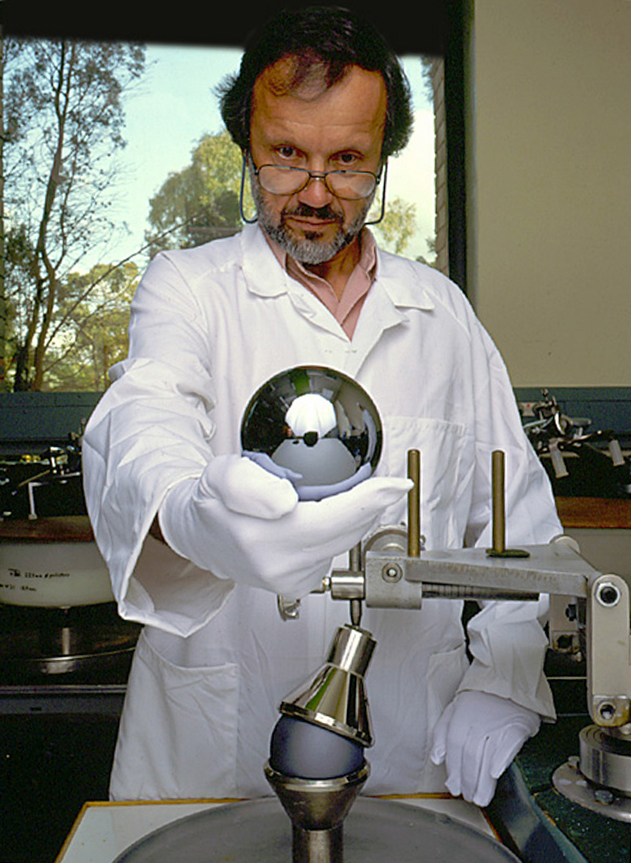
Esfera de silício.

Volume molar é a razão entre o volume e a quantidade de substância. Equivale ao volume ocupado por 1 mol de entidades elementares, podendo estar no estado gasoso ou sólido. Nas CNTP e nas CPTP o volume molar de um gás ideal é de aproximadamente 22,4 e 22,7 litros, respectivamente. Para o silício sólido, o volume molar é de aproximadamente 12,06 cm3/mol.
Em um dos experimentos realizados por Avogadro, foi observado que o volume de um gás é diretamente proporcional ao número de suas partículas. Isto significa que, quanto maior a quantidade de entidades elementares de um gás, maior será o volume ocupado.

## Utilidade do mol

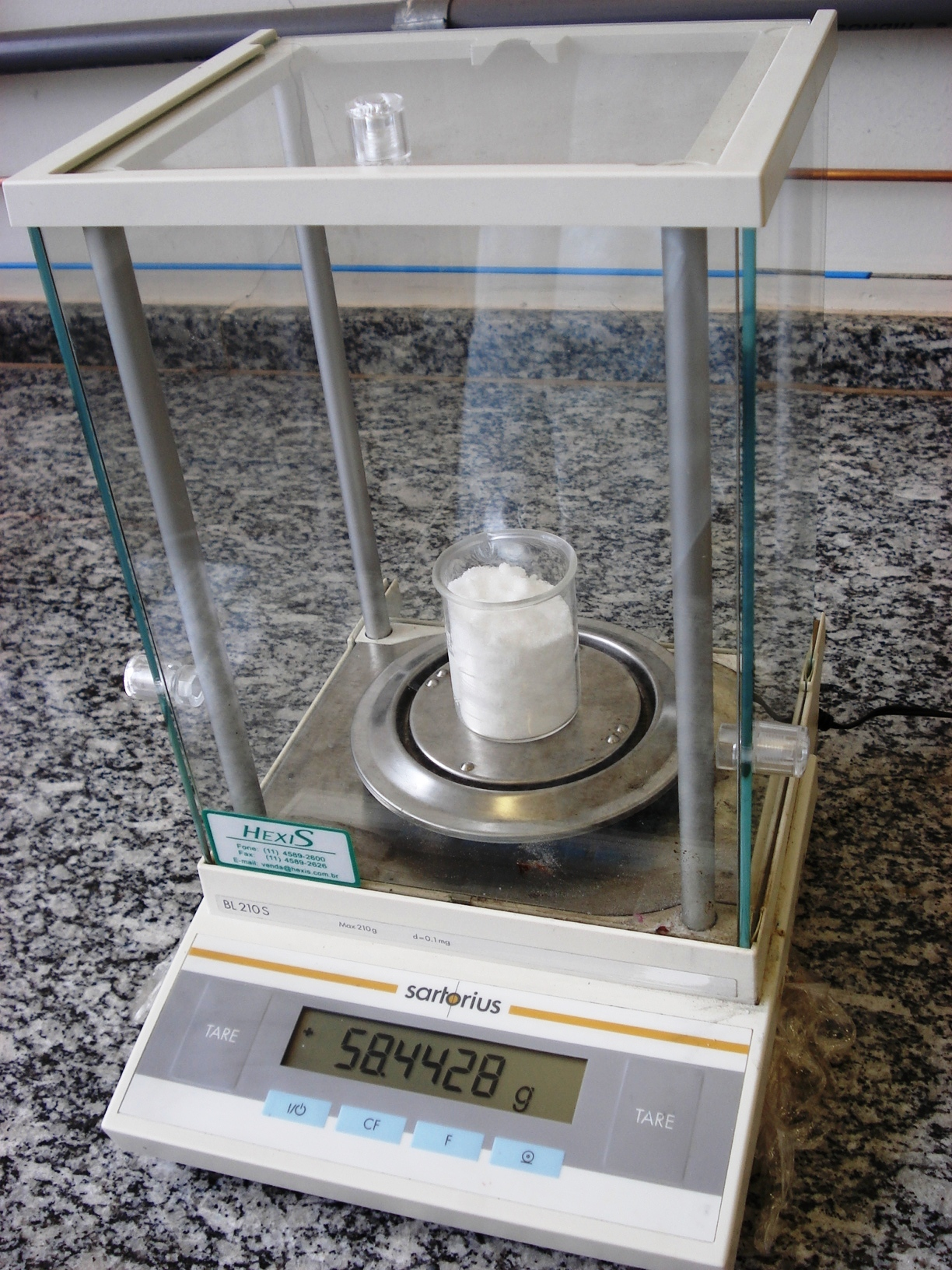
Balança analítica com um béquer de 50 mL em seu interior contendo ca. 1 mol de NaCl (58,44 g).

O mol é utilizado para simplificar representações de proporções químicas. A uma dada massa (por exemplo, 1,0 g) de cada uma das diferentes substâncias sempre estão associados números distintos e extremamente grandes das entidades que compõem essas substâncias. Isto porque essas entidades (sejam moléculas, átomos ou fórmulas unitárias) têm massas distintas. Entretanto, ao químico interessa trabalhar com um número fixo de entidades. Para isso, ele dispõe da grandeza denominada "quantidade de substância" (uma das sete grandezas de base do  SI), cuja unidade é o mol.
 Em uma representação de uma reação química, as fórmulas moleculares das substâncias são precedidas por números, chamados de coeficientes, que têm como função indicar as proporções adequadas das substâncias participantes desta reação. Por exemplo, na combustão do gás hidrogênio, temos:
Há uma proporção mínima de duas partes de gás hidrogênio para cada uma parte de gás oxigênio, formando duas partes de água. Em se tratando de mols, para cada dois mols de gás hidrogênio que reagem com um mol de gás oxigênio, tem-se como produto dois mols de água líquida.
Numa visão microscópica, aproximadamente 1,2044 × 1024 (1 septilhão e 204 sextilhões) moléculas de gás hidrogênio reagem com 6,022 × 1023 (seiscentos e dois sextilhões) moléculas de gás oxigênio, formando 1,2044 × 1024 moléculas de água.

### Comparações com a "dúzia"
Apesar de não ser recomendada, a comparação com a "dúzia" facilita na compreensão da utilidade do mol. Partindo de exemplos do dia a dia, quando se compram 60 laranjas, tem-se:
Desta forma, torna-se simples e prático lidar com o conceito de dúzia ao invés de imaginar um número tão grande de laranjas. Se os químicos também utilizassem do conceito da dúzia para simplificar o número de átomos existentes em 56 g de ferro, que contêm aproximadamente a quantidade de Avogadro de átomos, ou seja, 6,02 × 1023 átomos de ferro, teriam como resultado:
Percebe-se assim que, utilizar-se da dúzia para medir esta quantidade de átomos não traz alteração na grandeza numérica ou qualquer utilidade.
Como átomos, moléculas e outras entidades elementares possuem dimensões muito reduzidas e uma pequena quantidade de substância assume números extremamente grandes de entidades, torna-se conveniente contar a quantidade de substância em grupos de 6,02 × 1023 (constante de Avogadro). Sendo assim, 6,02 × 1023 átomos de ferro equivalem a 1 mol de átomos de ferro.

## Diferenças entre mol e molécula

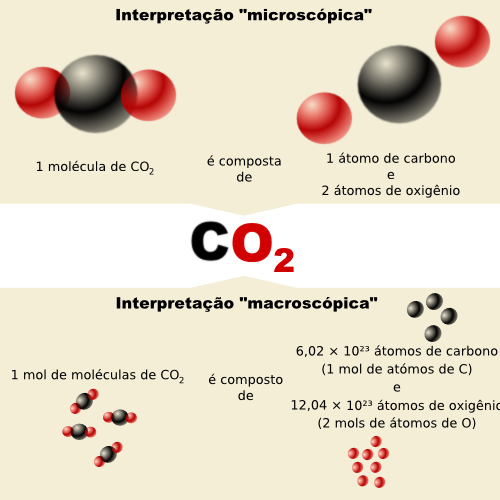
Comparação entre molécula e mol para a substância gás carbônico (CO_{2}).

Ambas as palavras, mol e molécula, têm sua origem no latim moles, que entre seus muitos significados, traz a ideia de "porção", "quantidade", "massa" ou "grande massa". Porém, não se deve confundir o conceito de molécula com o de mol. Para evitar esta confusão, deve-se lembrar que molécula, palavra originalmente derivada do diminutivo de mol, refere-se de uma forma geral a uma entidade eletricamente neutra, tendo mais do que um átomo (n>1), enquanto que mol, pode referir-se a 6,022 × 1023 moléculas entre outras entidades possíveis.
Exemplo: Um mol de água (ou da substância água) tem aproximadamente 18 g. Imaginando o mundo "microscópico", isso significa dizer que 18 g de água tem 6,022 × 1023 (seiscentos e dois sextilhões) moléculas de água.
Outra confusão que pode ocorrer é com relação às grandezas massa molar e massa molecular. A massa molar (representada pela letra "M") indica a massa, em gramas, de 1 mol de qualquer entidade elementar; já a massa molecular refere-se à massa de uma única molécula da substância, representada por unidade de massa atômica "u".

## O tamanho do mol

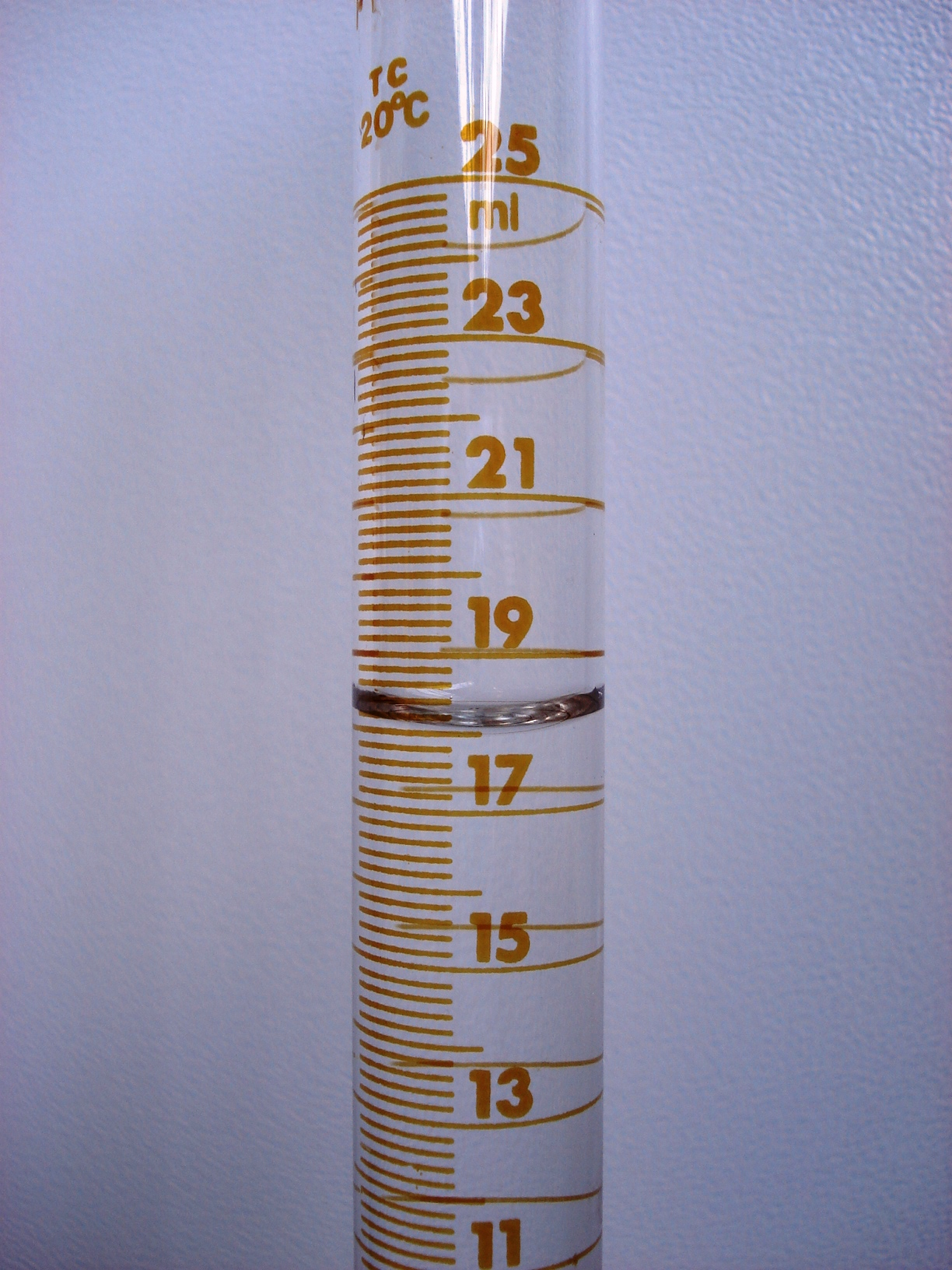
Visão parcial de uma proveta contendo 18 mL de água (1 mol de água).

Apesar de ser um número extremamente grande de entidades elementares, um mol de uma substância pode se referir a um pequeno volume. Para a substância água, por exemplo, 1 mol de água líquida ocupa um volume um pouco maior do que de uma colher de sopa cheia (1 mol de água tem aproximadamente 18 mL); Um mol de gás nitrogênio (N2) inflará um balão com um diâmetro de aproximadamente 30 cm; um mol de açúcar de cana (C12H22O11) tem aproximadamente 340 g. Todas estas quantidades de substâncias citadas estão contidas em um mol, apresentando aproximadamente 6,022 × 1023 moléculas.

### Entidades do dia a dia
Analogias envolvendo o mol são úteis quando se trata de entidades elementares; porém, quando se fala em "entidades do dia a dia", tais como laranjas, pãezinhos e até mesmo grãos de areia, as dimensões que atingem um mol dessas entidades são extremamente grandes.
Exemplos:
- Ao considerar a espessura de uma folha de papel com cerca de 0,1 mm (10−4 m), tem-se que um mol de folhas de papel representaria aproximadamente 6,02 × 1019 m. Sabendo-se que a distância média da Terra à Lua é de 384 000 km (3,84 × 108 m),[23] isso significa dizer que um mol de folhas de papel colocadas umas sobre as outras equivaleria a um comprimento suficiente para ir e voltar da Lua 7,8 × 1010 vezes, ou seja, cerca de 80 bilhões de vezes;
- Supondo que todos os grãos de areia tenham formato cúbico, com aresta de 1 mm (10−3 m), pode-se então calcular que seu volume seria de 10−9 m³. Um mol de grão de areia ocuparia o volume aproximado de 6,02 × 1023 × 10−9 = 6,02 × 1014 m³. Sabendo-se que a área territorial do Brasil é de aproximadamente 8.515.767,049 km²[24] = 8,515767049000 × 1012 m² , para se calcular a altura da camada de grãos de areia que cobriria a superfície do país, faz-se: 6,02214076 x 1014 m³ / 8,515767049000 × 1012 m² ≈ 70,72 m;